# Incheon United FC
Incheon United Football Club (hangul: 인천 유나이티드 FC) är en fotbollsklubb i Incheon, Sydkorea. Laget spelar i den sydkoreanska högsta divisionen K League Classic och spelar sina hemmamatcher på Incheon Football Stadium.

## Historia
Klubben bildades 2003 och spelade sin första säsong i K League 2004. Under andra säsongen uppnådde klubben sin än idag hittills bästa ligaplacering när man slutade tvåa i K League 2005.
Säsongen 2015 nådde Incheon United för första gången finalen i den koreanska FA-cupen med chansen på en första titel, men förlorade den mot FC Seoul.

## Klubbrekord

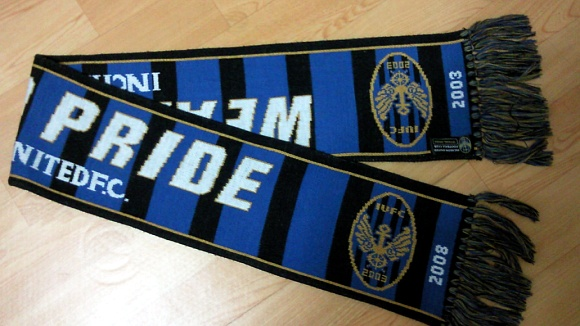
Incheon United halsduk.

### Säsonger
| Säsong | Division | Placering | Säsong | Division | Placering | Säsong | Division | Placering |
| ------ | -------- | --------- | ------ | -------- | --------- | ------ | -------- | --------- |
| 2004   | 1        | 12        | 2009   | 1        | 6         | 2014   | 1        | 10        |
| 2005   | 1        | 2         | 2010   | 1        | 11        | 2015   | 1        | 8         |
| 2006   | 1        | 9         | 2011   | 1        | 13        |        |          |           |
| 2007   | 1        | 9         | 2012   | 1        | 9         |        |          |           |
| 2008   | 1        | 7         | 2013   | 1        | 7         |        |          |           |

### Meriter
- K League Classic
  - Tvåa (1): 2005

- Korean FA Cup
  - Tvåa (1): 2015

## Tränare
| Säsong(er) | Namn            | Säsong(er) | Namn            | Säsong(er) | Namn         |
| ---------- | --------------- | ---------- | --------------- | ---------- | ------------ |
| 2004       | Werner Lorant   | 2008       | Chang Woe-ryong | 2010–12    | Huh Jung-moo |
| 2004–06    | Chang Woe-ryong | 2009–10    | Ilija Petković  | 2012–14    | Kim Bong-gil |
| 2007       | Park Lee-chun   | 2010       | Kim Bong-gil    | 2015–      | Kim Do-hoon  |